# Sint-Chrysoliuskerk (Komen, Frankrijk)

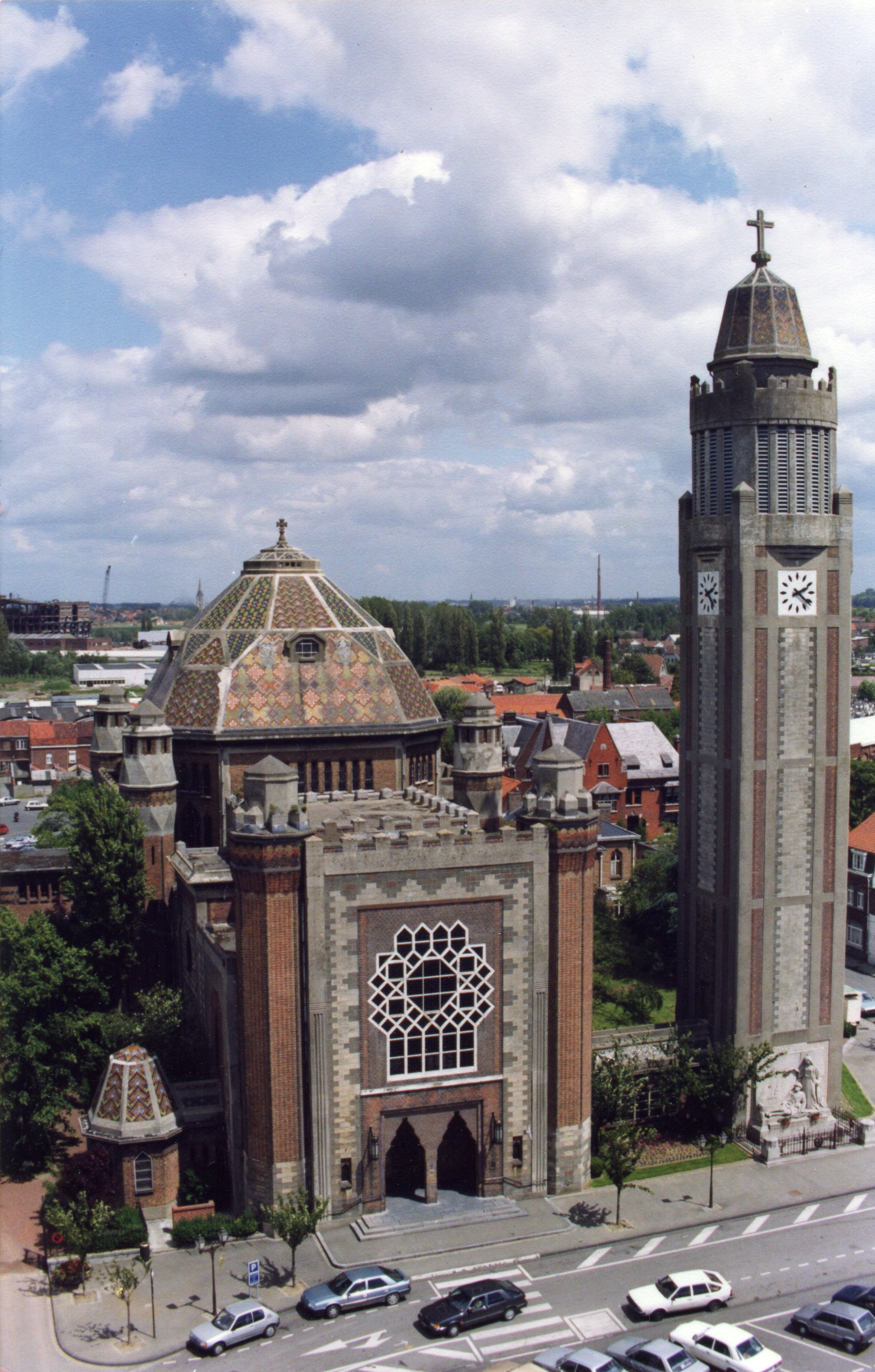
Sint-Chrysioluskerk

De Sint-Chrysoliuskek is de parochiekerk van de in het Franse Noorderdepartement gelegen plaats Komen, gelegen aan het Grand Place tegenover het Belfort.

## Geschiedenis
Volgens overlevering zou de uit Armenië afkomstige Sint-Chrysolius te Komen in de 3e eeuw een christengemeenschap hebben gesticht. In het jaar 303 zou hij zodanig aan het hoofd geraakt zijn dat hij als dood neerviel. Niettemin stond hij weer op en liep naar Komen, met in zijn hand zijn schedeldak, om te sterven op de plaats waar hij een altaar had opgericht dat gewijd was aan Sint-Petrus. In 656 zou zijn stoffelijk overschot door Sint-Eligius zijn opgegraven.
In de 11e eeuw werd dan een aan Sint-Petrus gewijde kapittelkerk gesticht. In 1230 werd het aantal kanunniken verdubbeld en nam ook de devotie tot de heilige Chrysolius toe. Toch duurde het nog tot na de Franse revolutie voor de kerk aan Chrysolius werd gewijd.
Tijdens de Eerste Wereldoorlog werd de kerk verwoest. Na deze oorlog werd een nieuwe kerk gebouwd naar ontwerp van Dom Bellot en Maurice Staurez in neobyzantijnse stijl. In 1929 werd de kerk ingewijd maar pas in 1938 was hij voltooid. In 2002 werd het gebouw geklasseerd als monument historique.
In 2011 werd een omvangrijke restauratiecampagne in gang gezet, waarbij ook opgravingen plaatsvonden. Daarbij werden delen gevonden van graftomben uit de 15e eeuw van voormalige heren van Komen, terwijl ook een 17e-eeuws epitaaf voor de in 1520 gestorven taalkundige Jean Despautère aanwezig is.

## Gebouw
Hoewel niet de eerste kerk in Frankrijk waarbij gewapend beton werd toegepast, werden hier de mogelijkheden van dit materiaal optimaal benut. Het betreft betonskeletbouw waarvan de ruimten opgevuld werden met bakstenen. Het beton maakte het mogelijk om grote ruimten te scheppen. De kerk heeft een symmetrische opbouw met een grote ruimte in het midden. De korte transeptarmen aan weerszijden van deze ruimte geven de kerk de plattegrond van een Grieks kruis. Als men de kerk binnenkomt heeft men links de achthoekige doopkapel, die een doopvont in grijs marmer in gotische stijl bevat, welke gered kon worden uit de ruïnes van de verwoeste kerk. Rechts is een hoge, losstaande toren die bereikt kan worden via een gang. Deze toren, eveneens in betonskeletbouw, toont art-deco-achtige kenmerken.
Het kerkmeubilair werd grotendeels door Dom Bellot ontworpen. Er is een Mariakapel achter het koor, en er zijn kapellen in het transept die gewijd zijn aan respectievelijk Sint-Petrus en Sint-Chrysolius.

## Fotogalerij

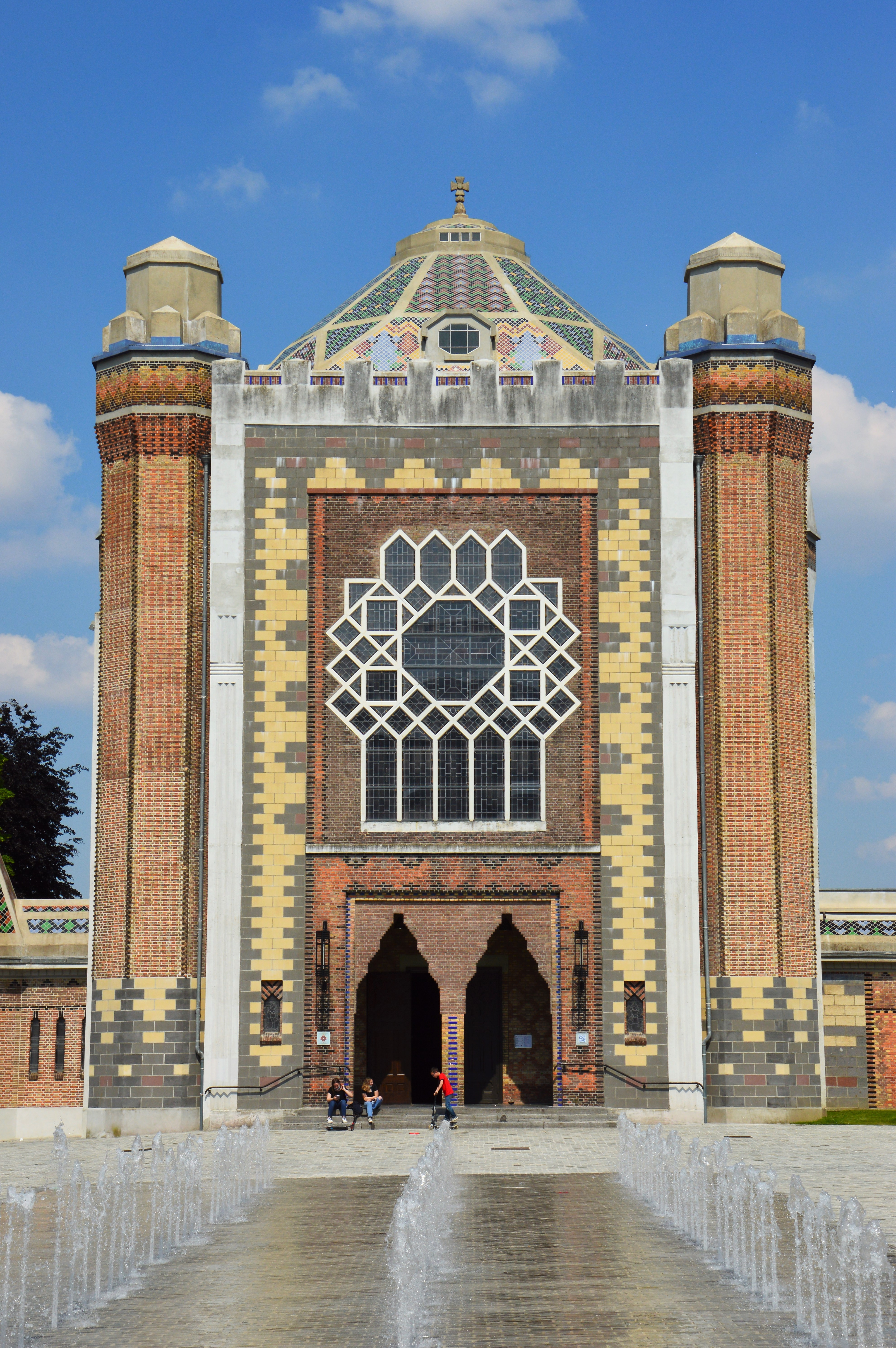
Facade
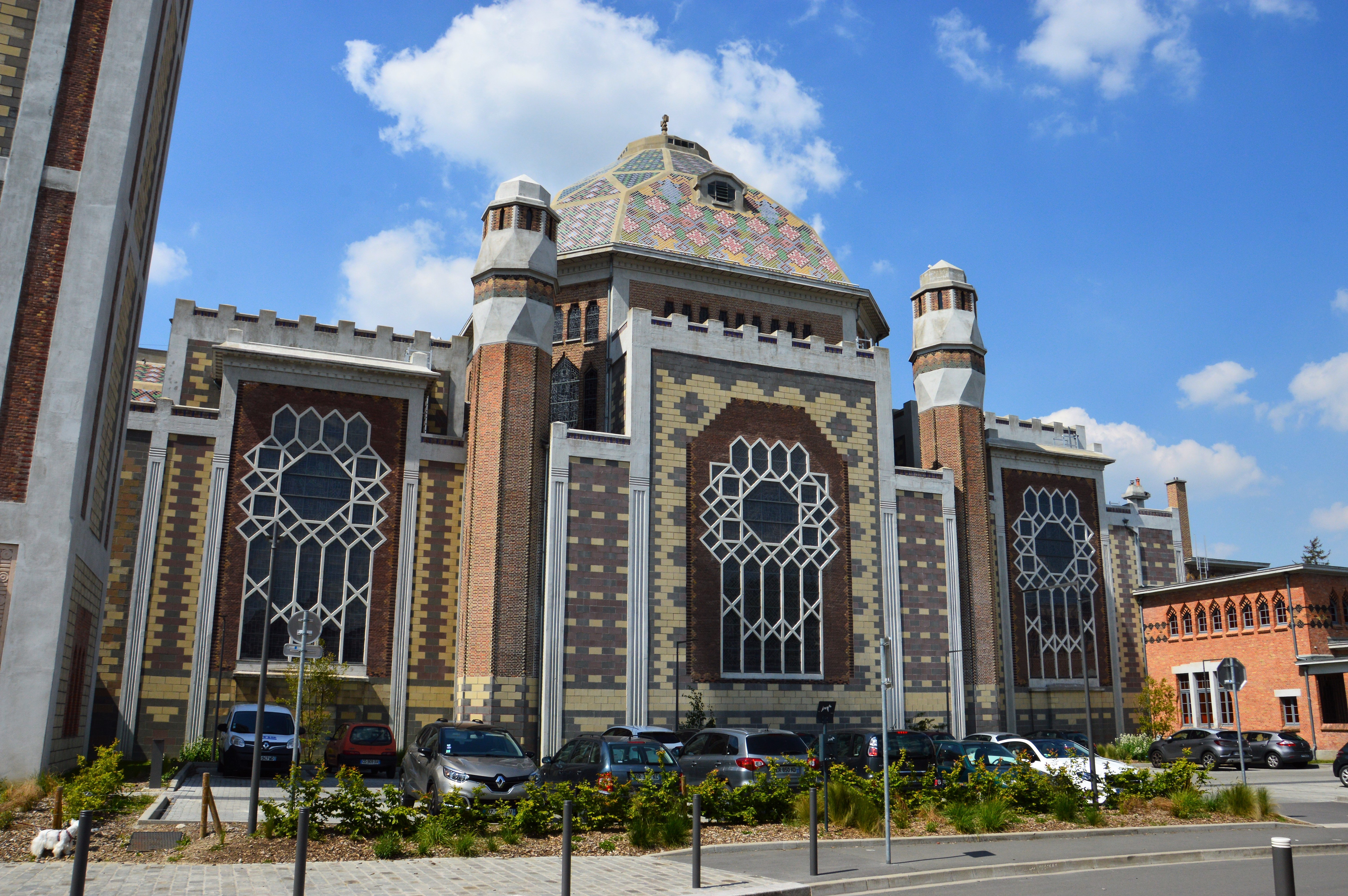
zijaanzicht
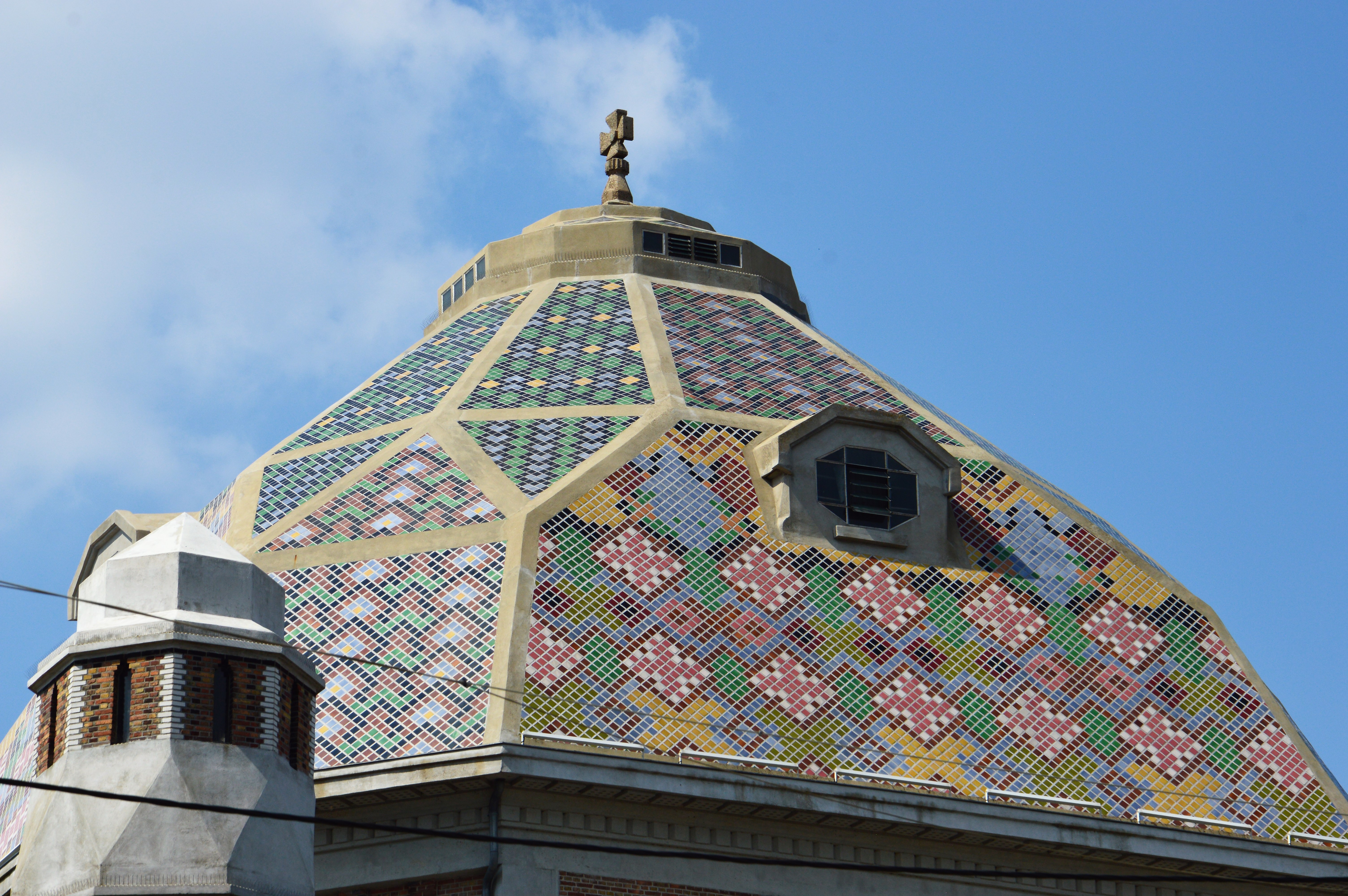
koepeldak
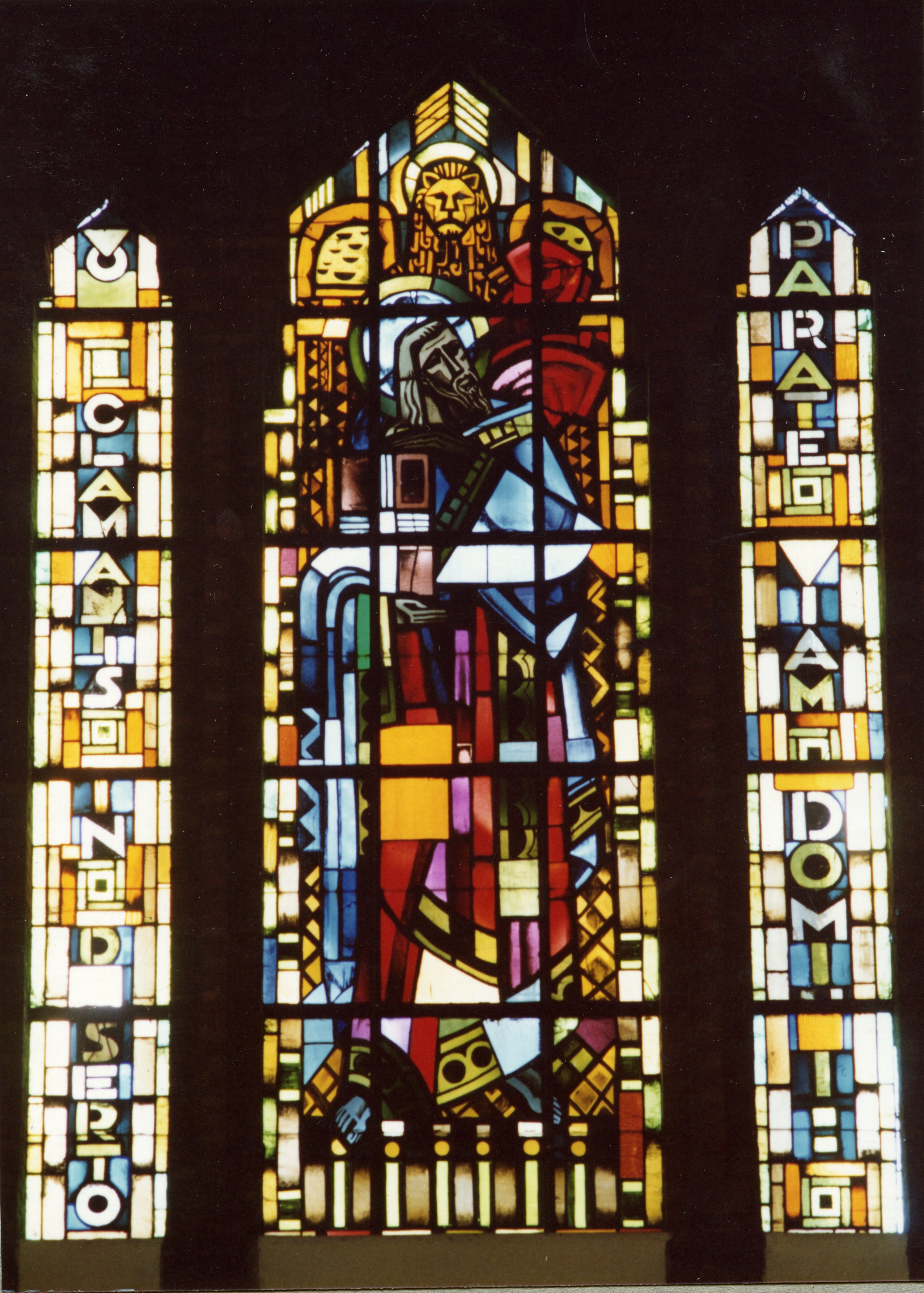
Glas-in-lood.
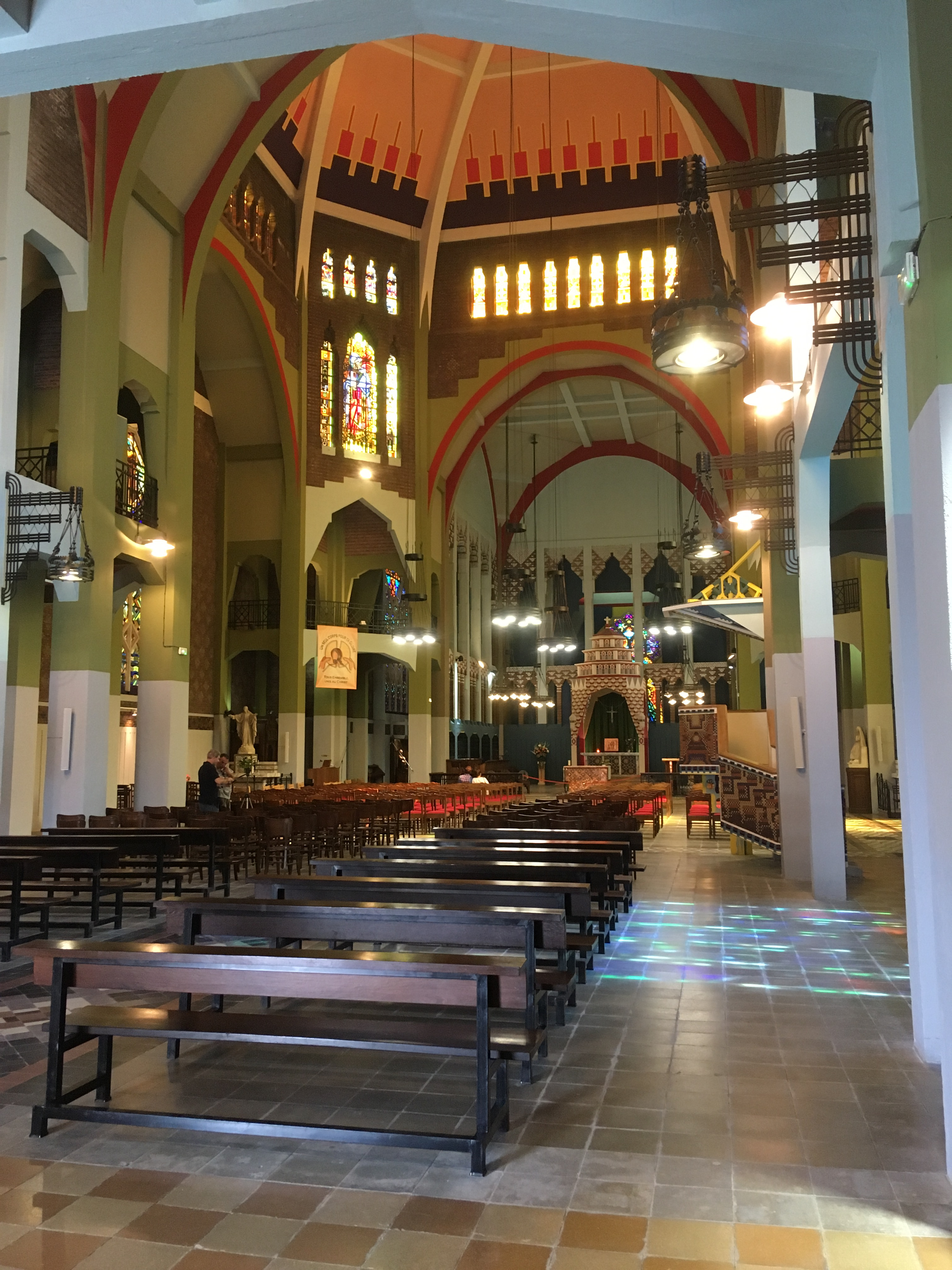
interieur
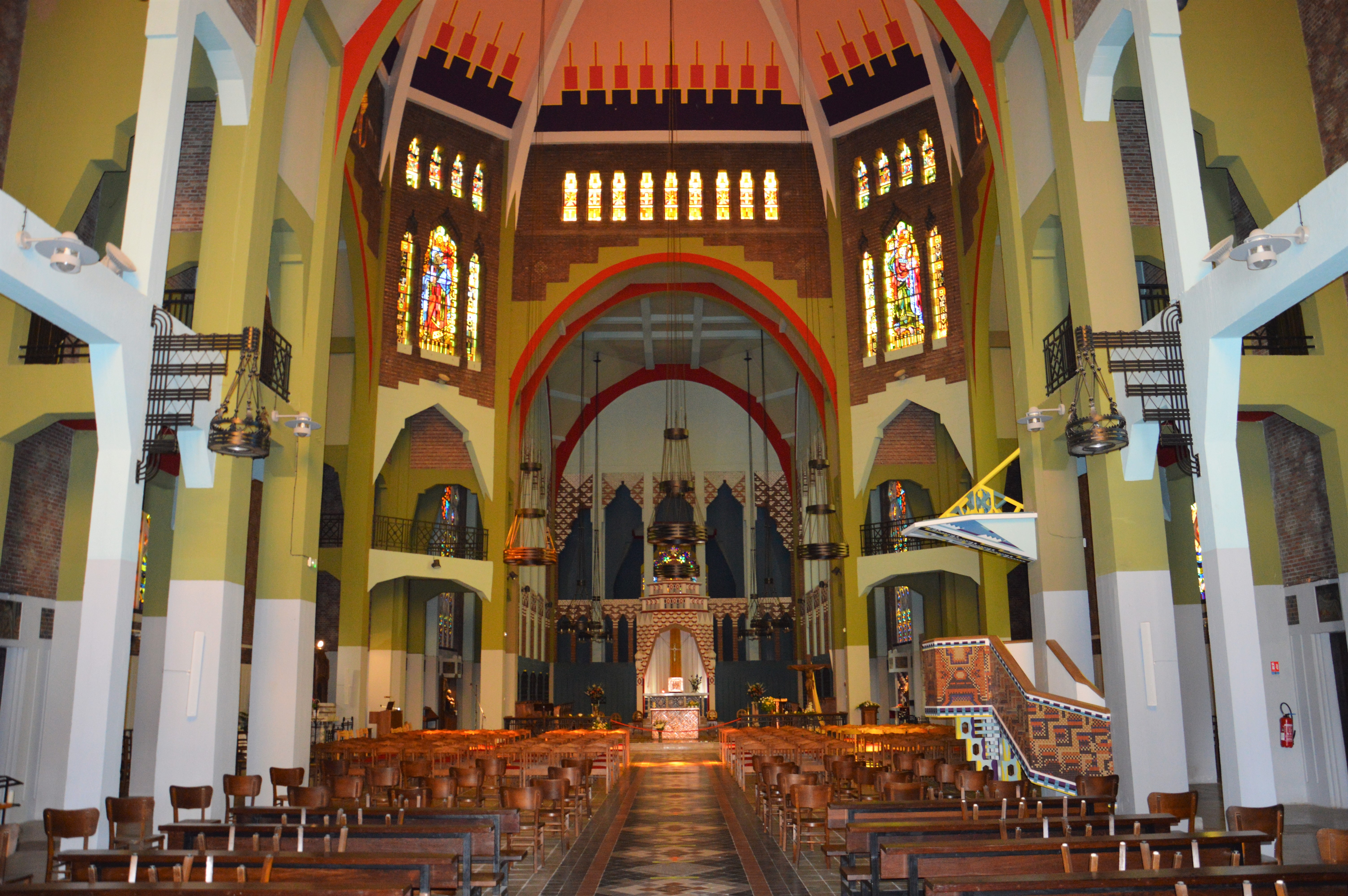
interieur
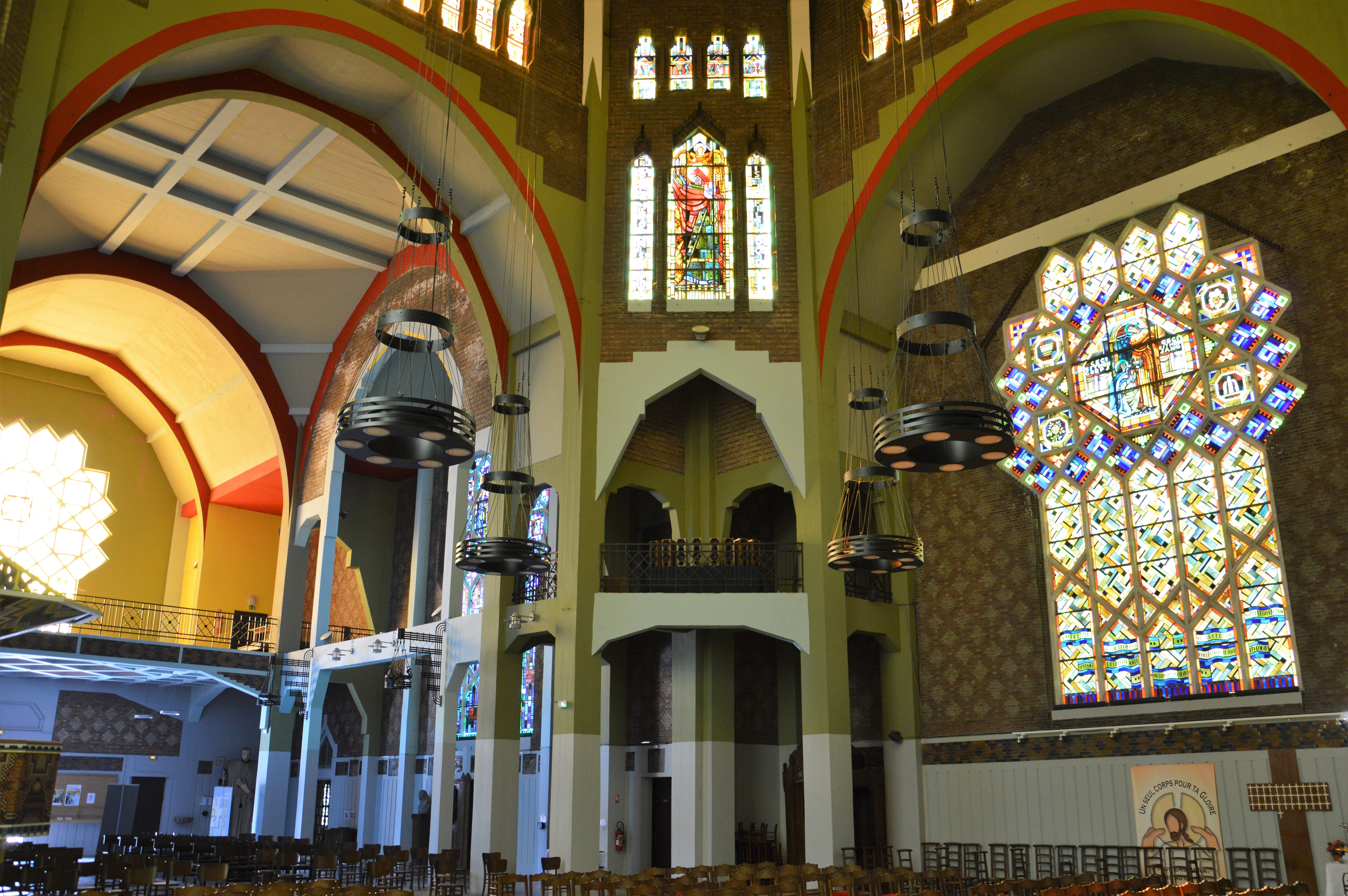
interieur
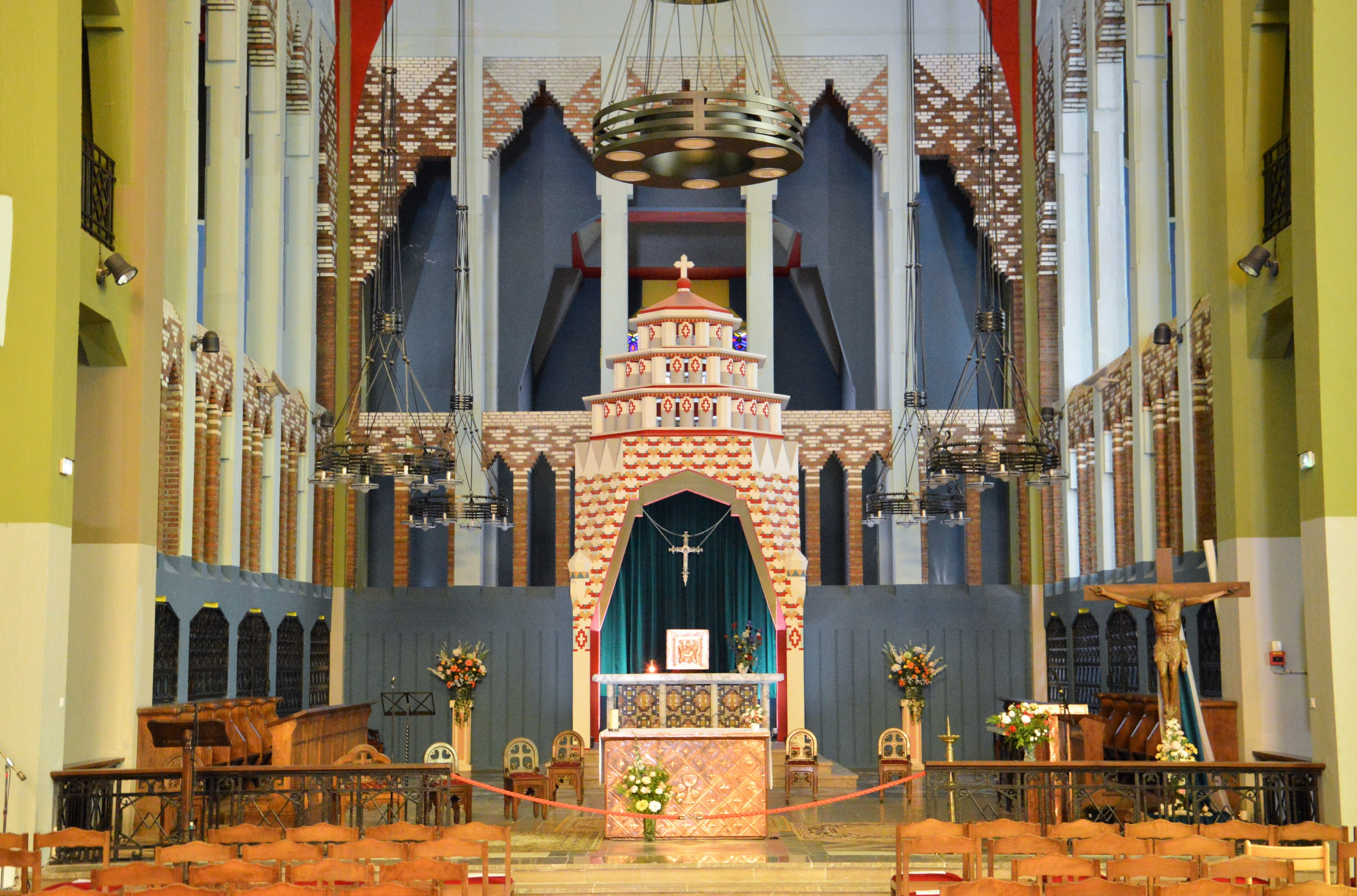
kerkkoor
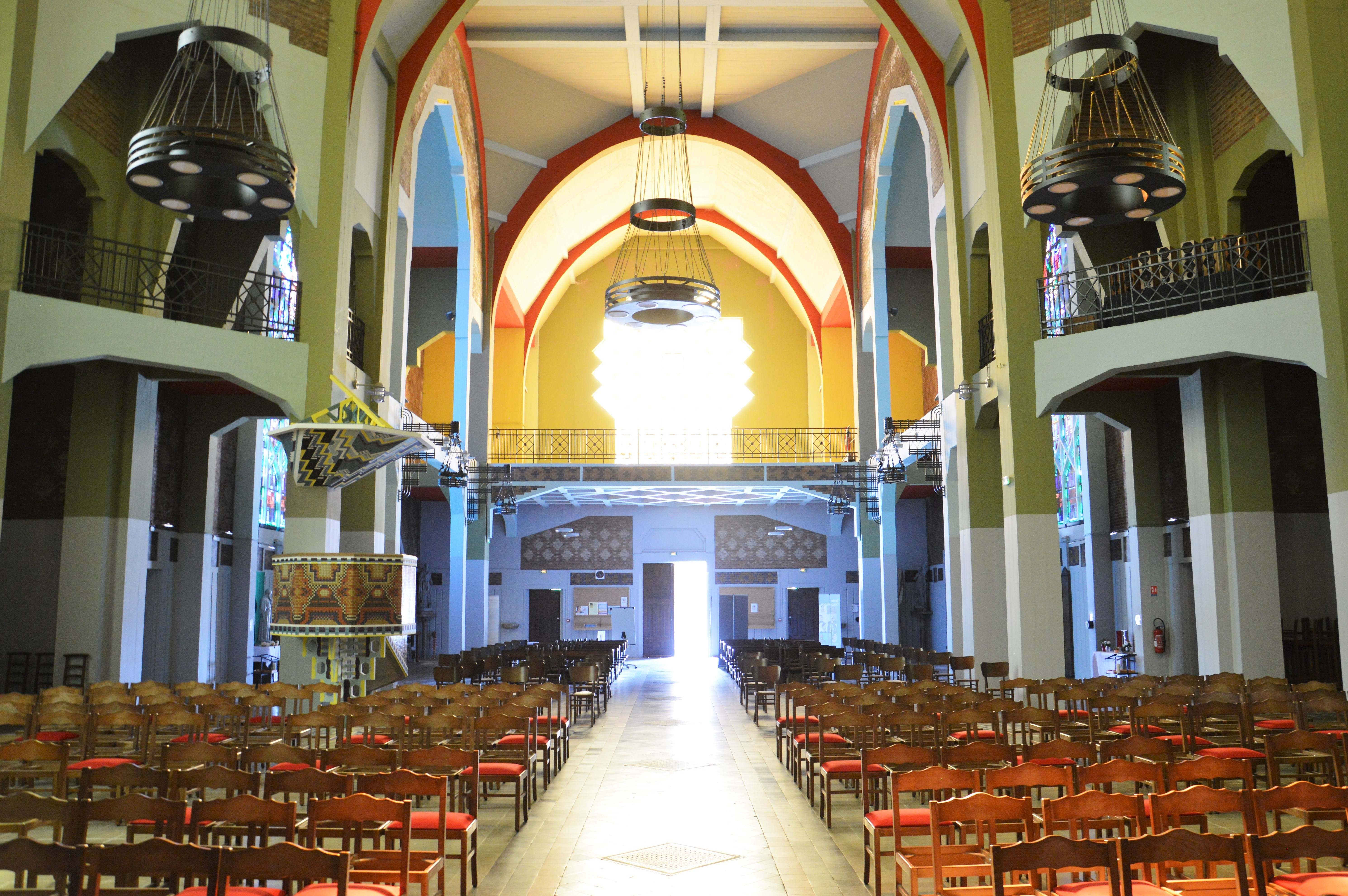
interieur
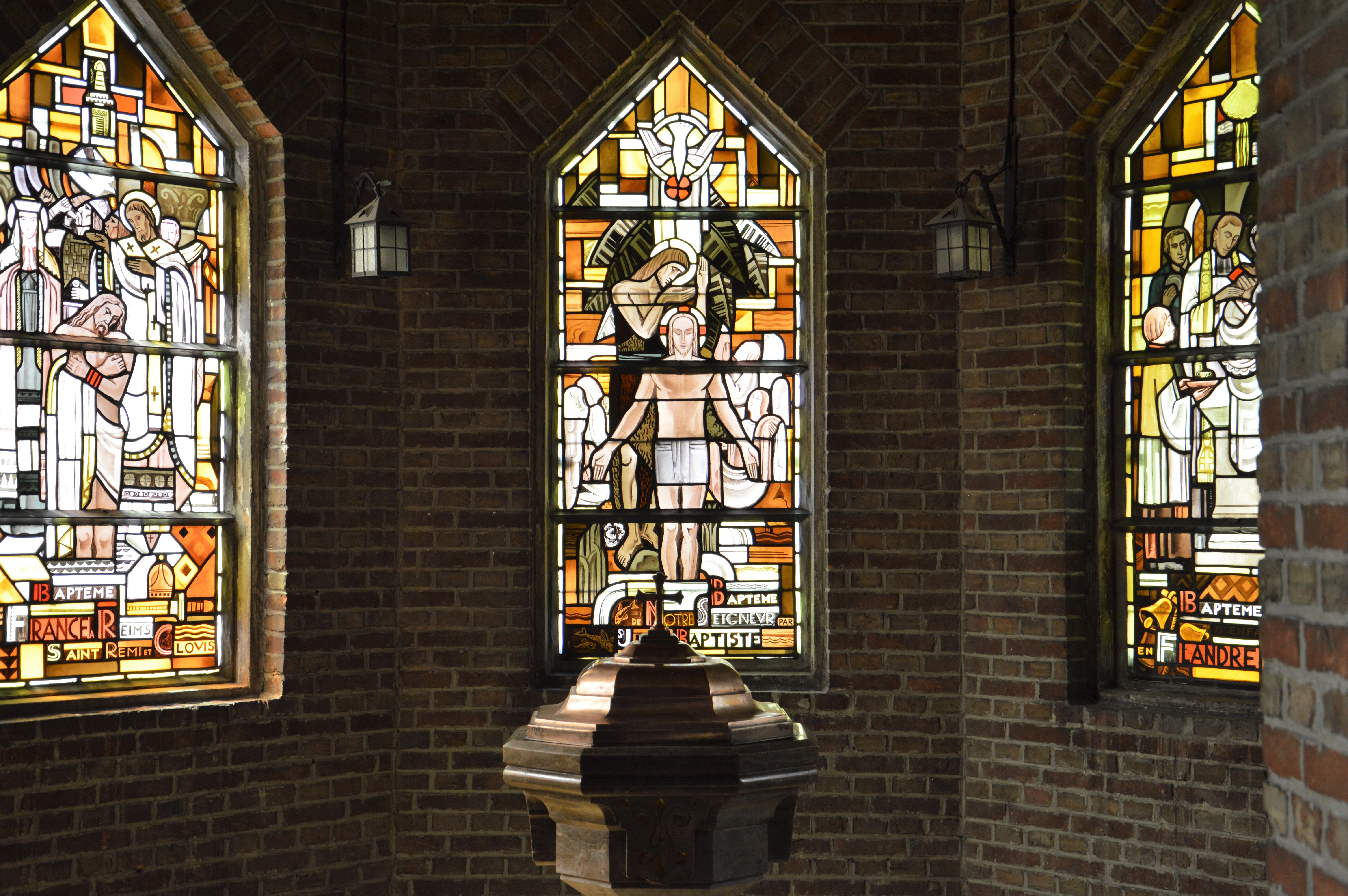
doopkapel
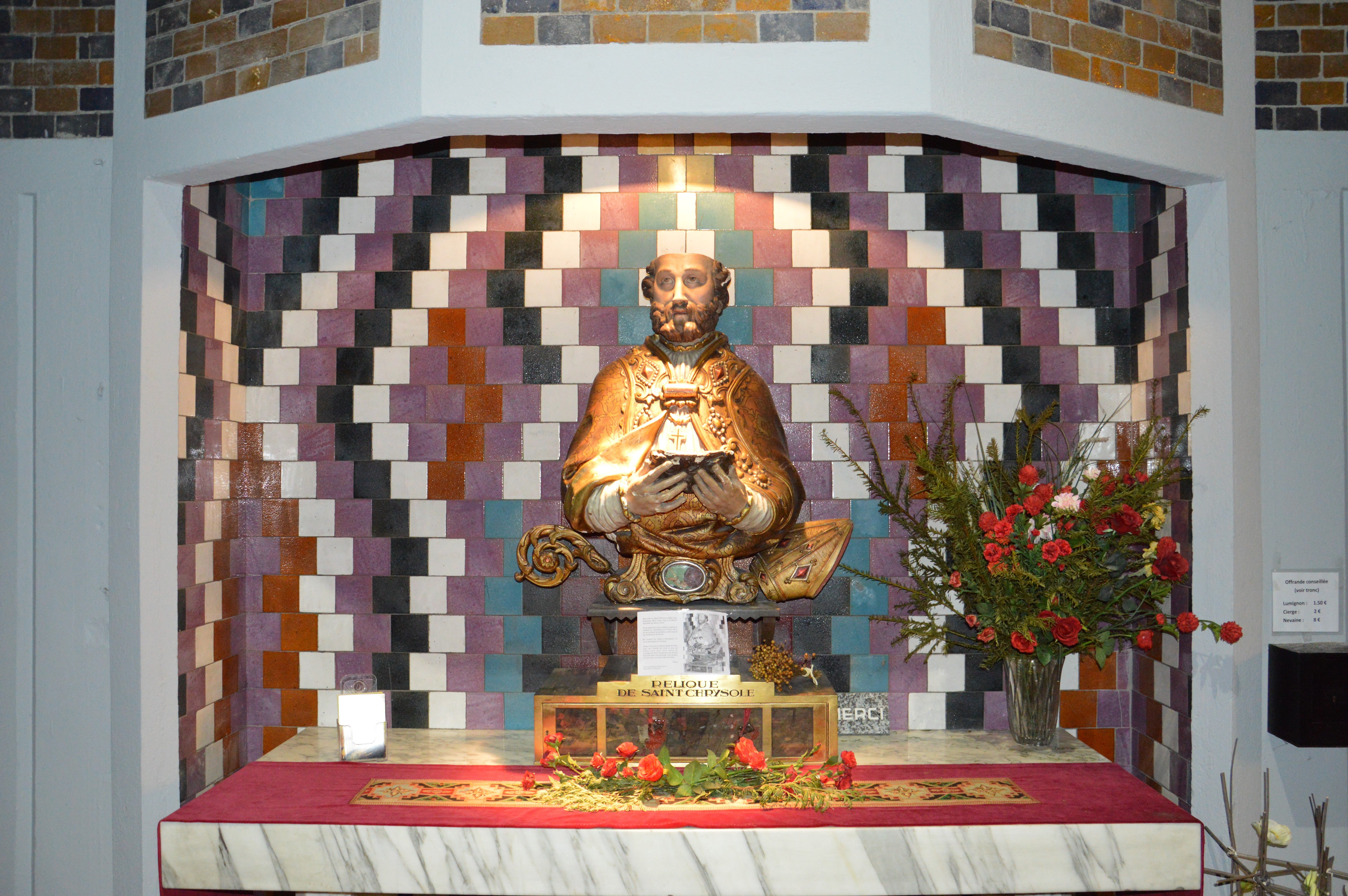
de relieken van Sint Chrysole
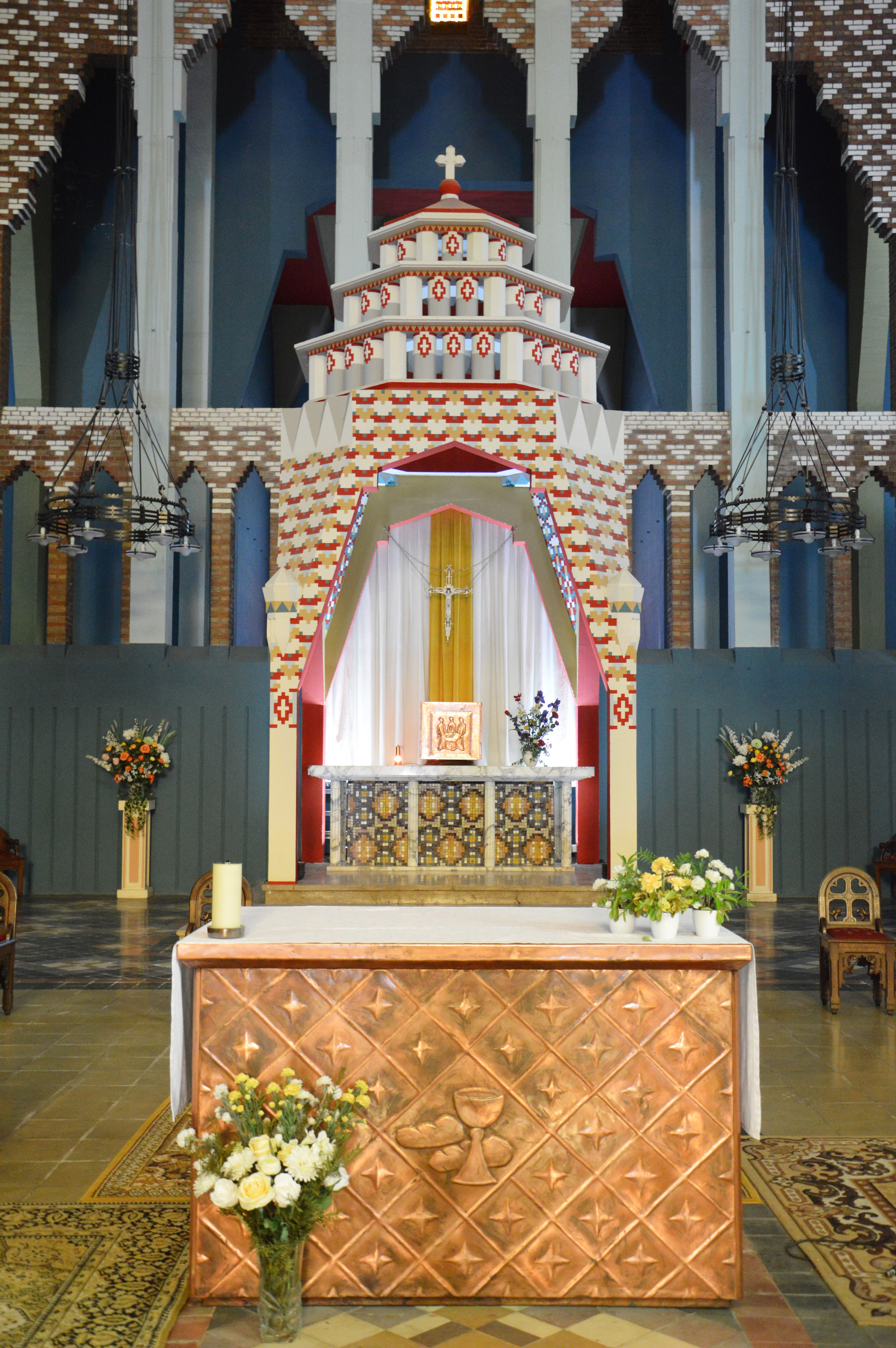
altaar, tabernakel, ciborium
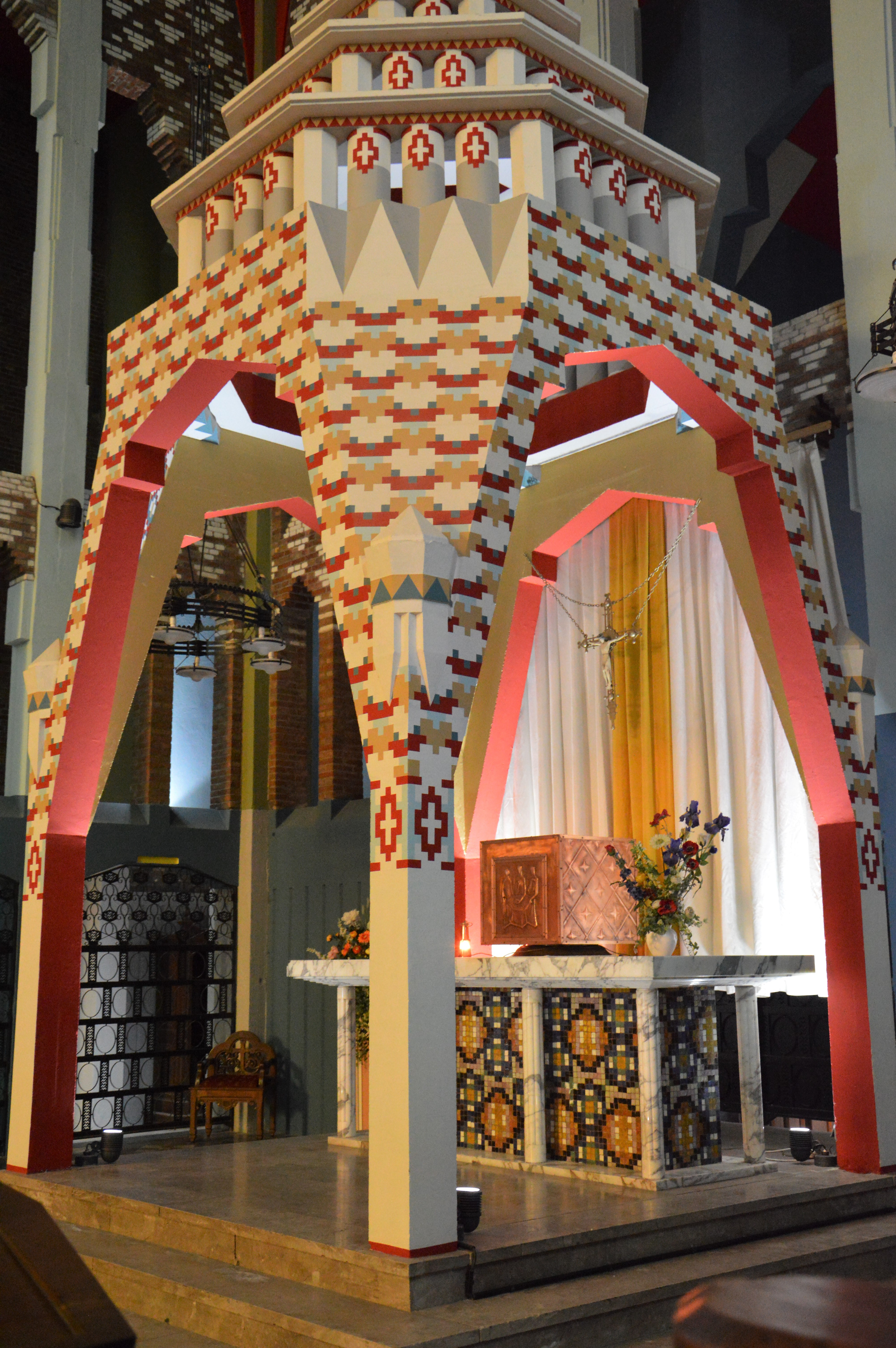
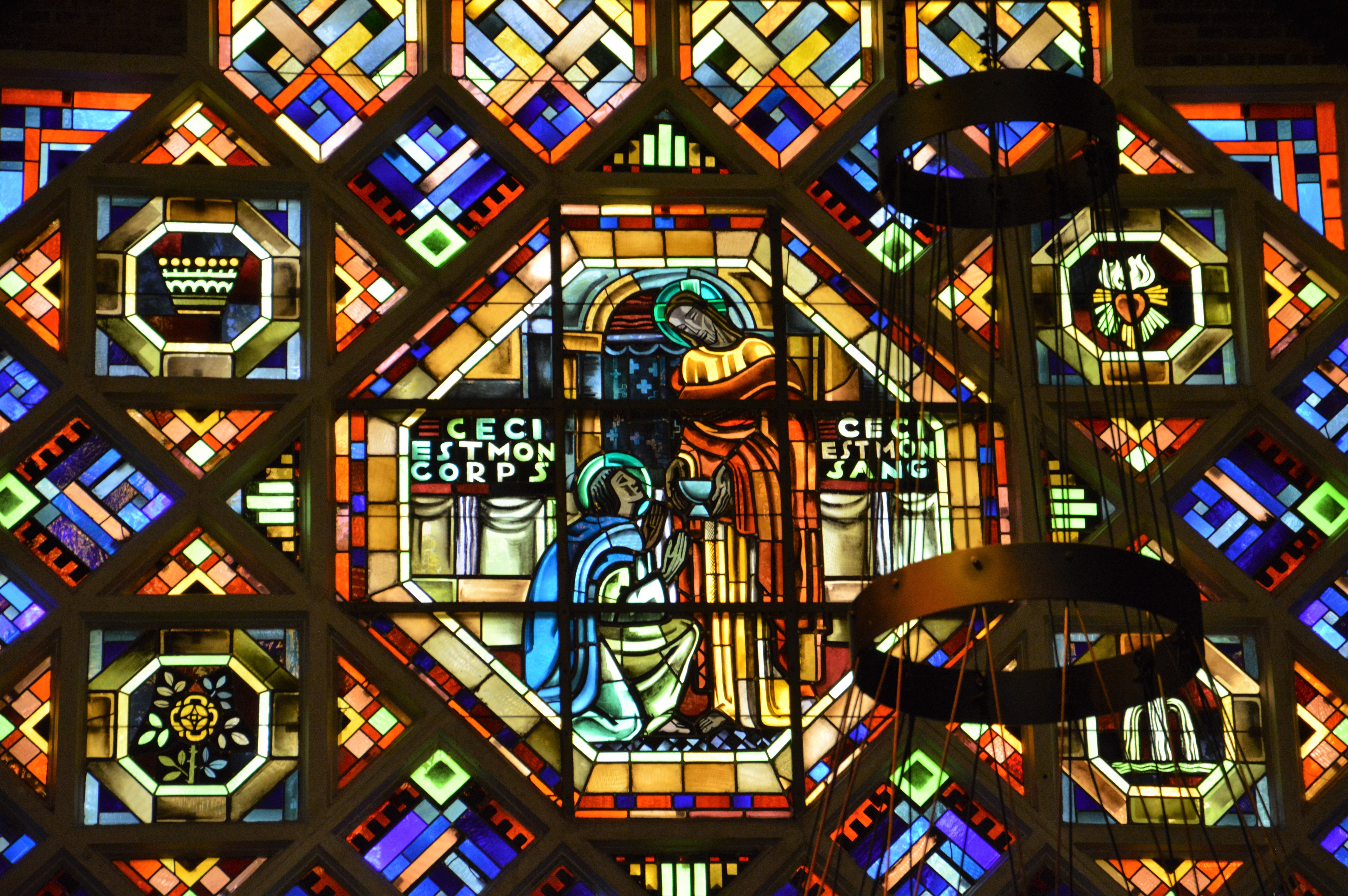
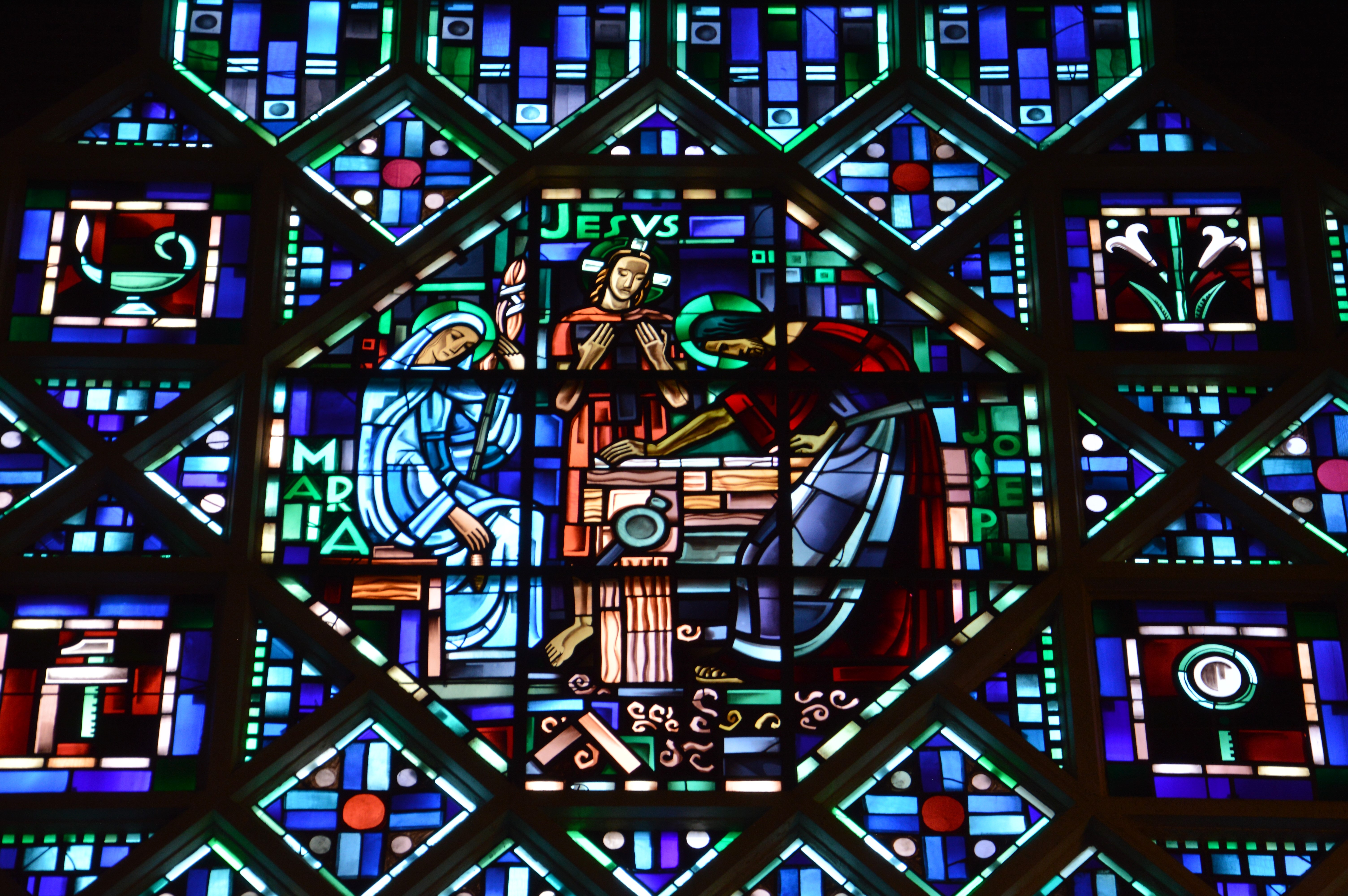
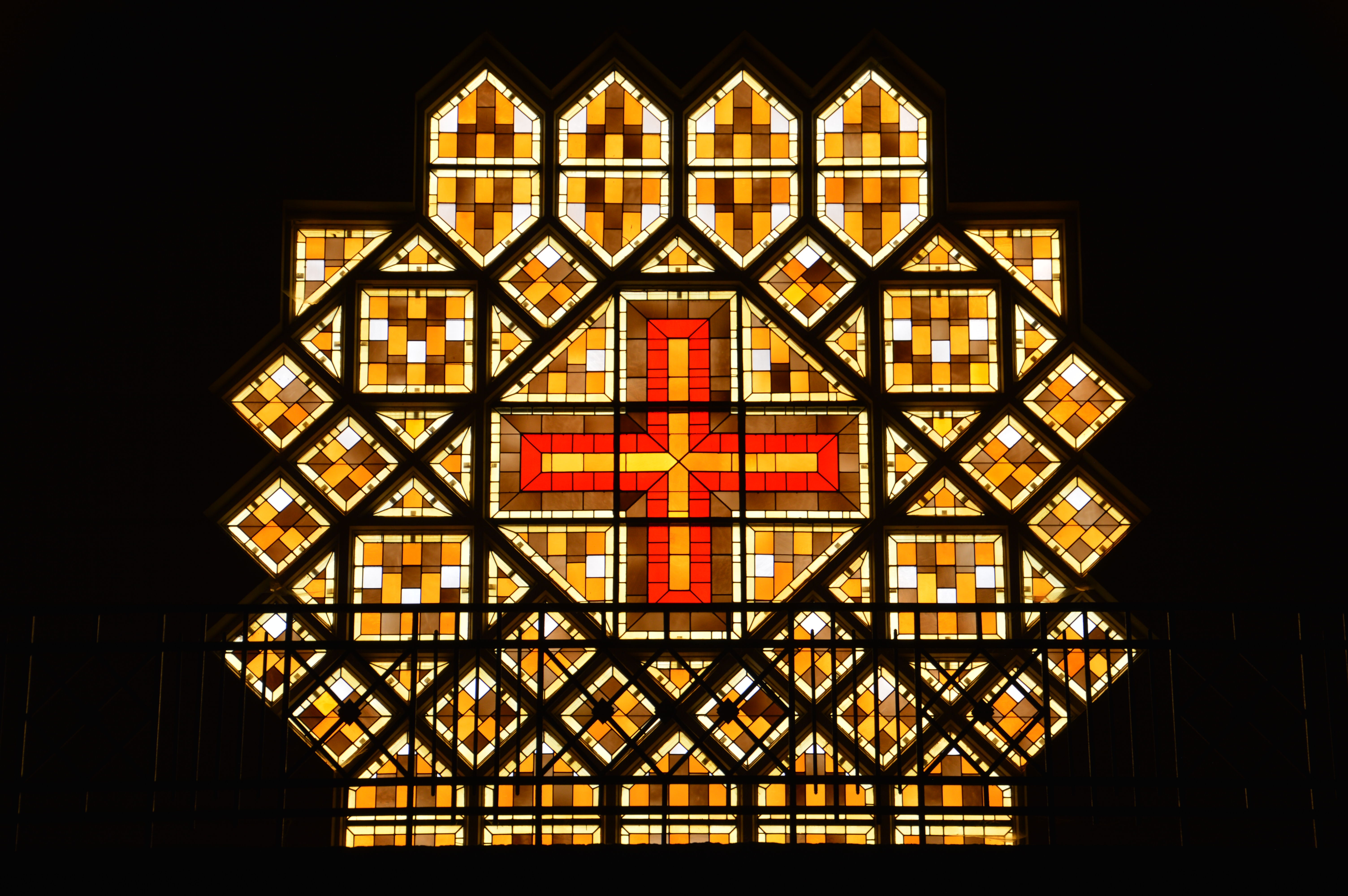
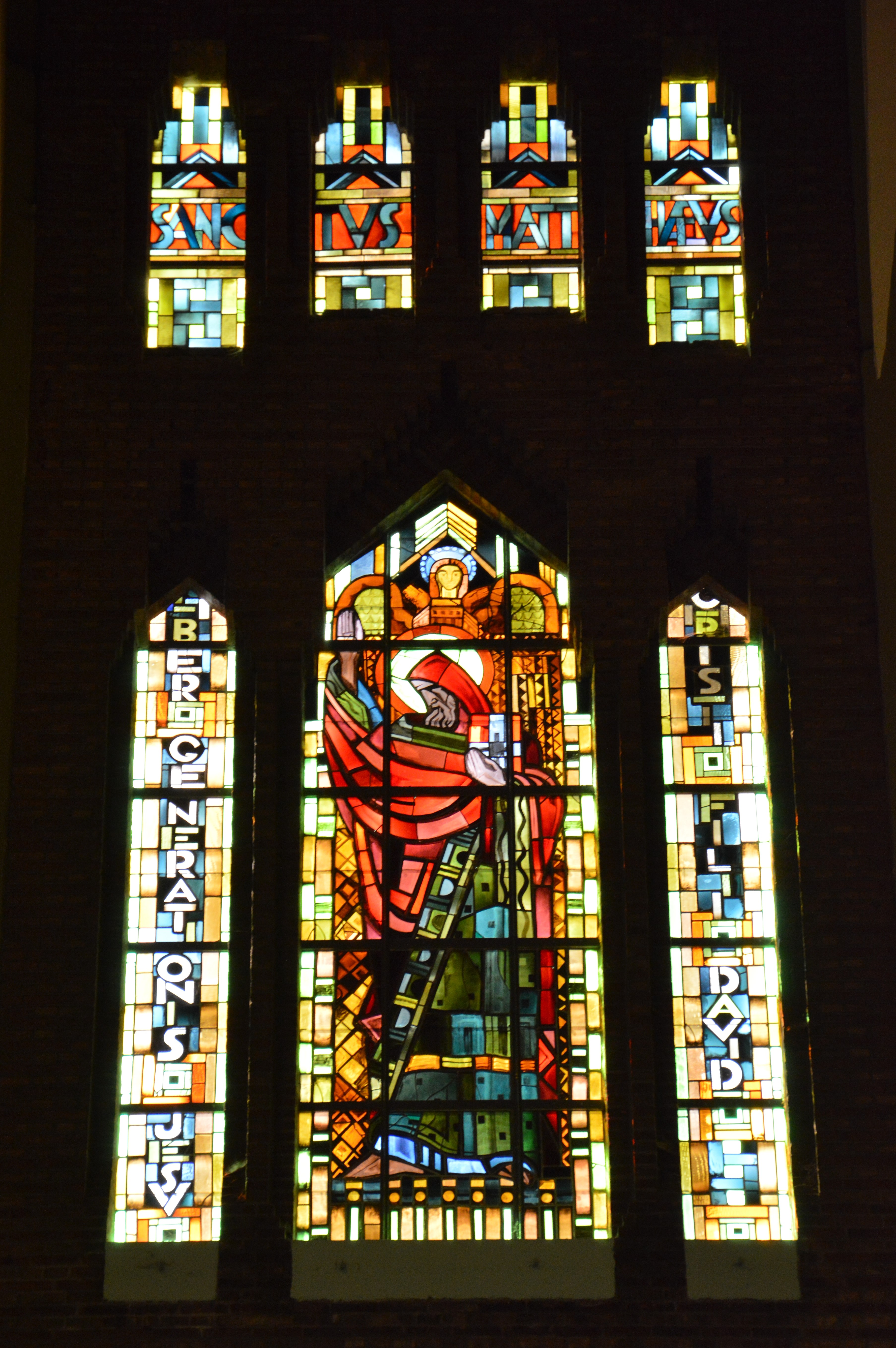
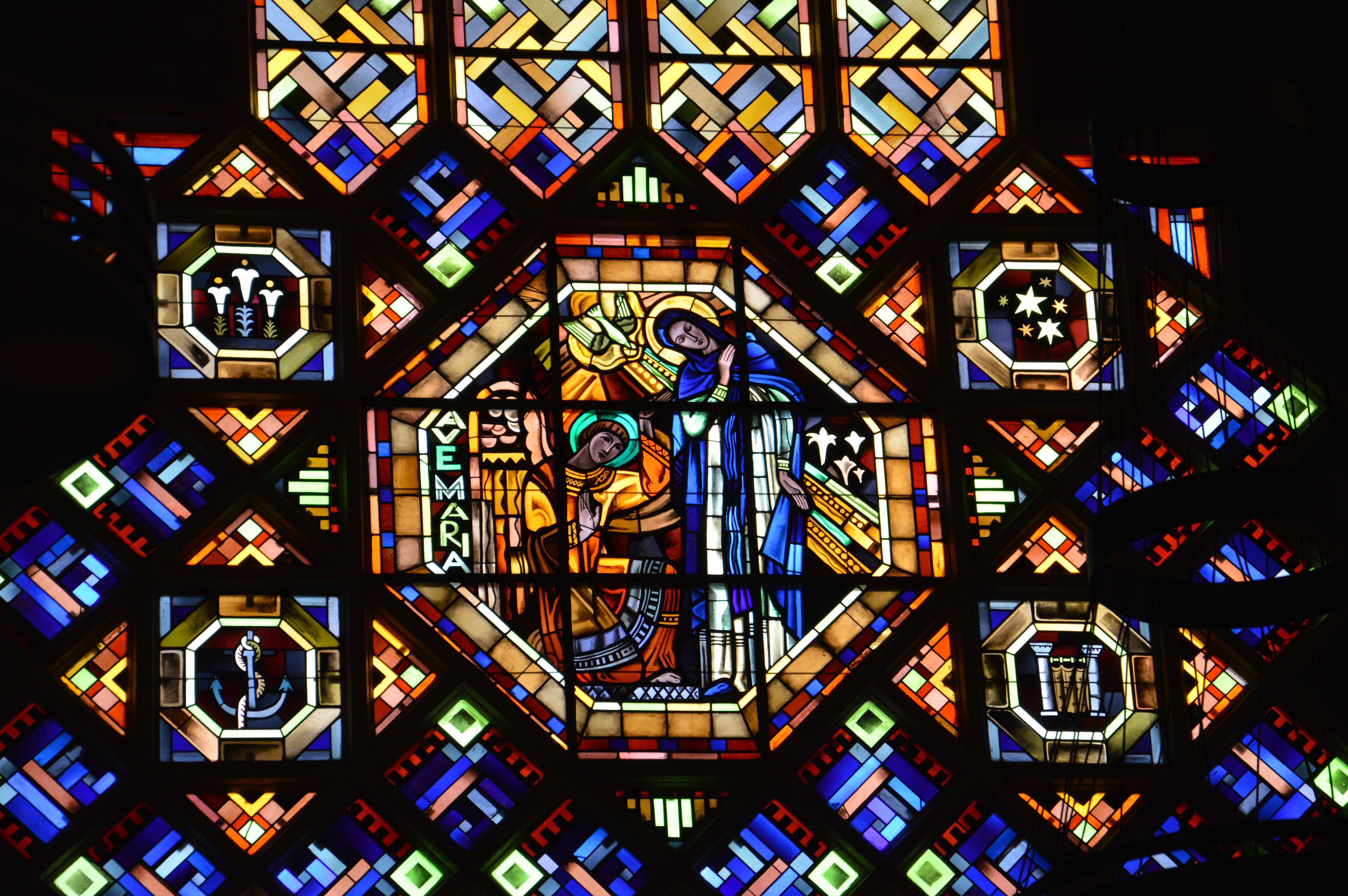
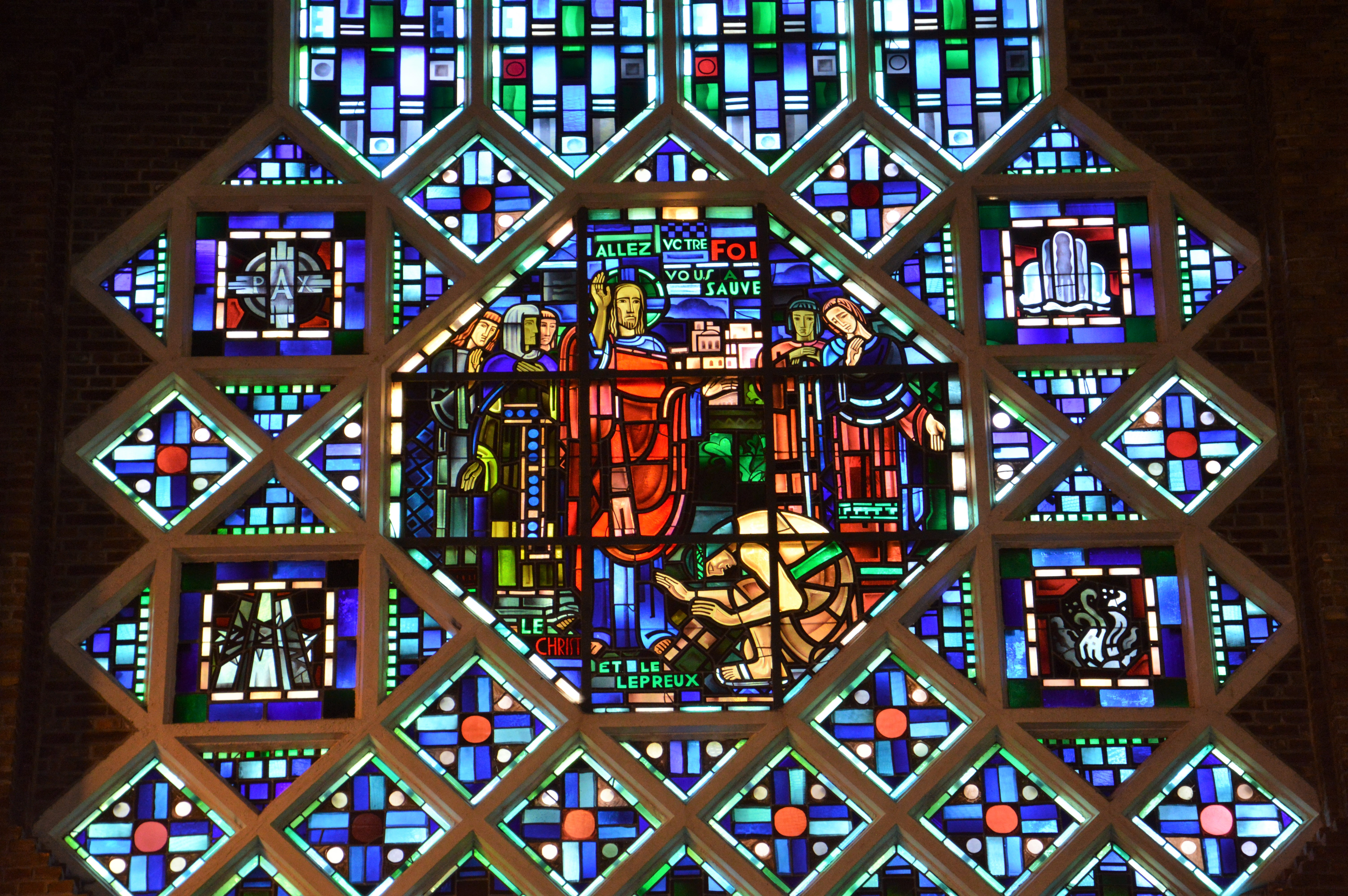
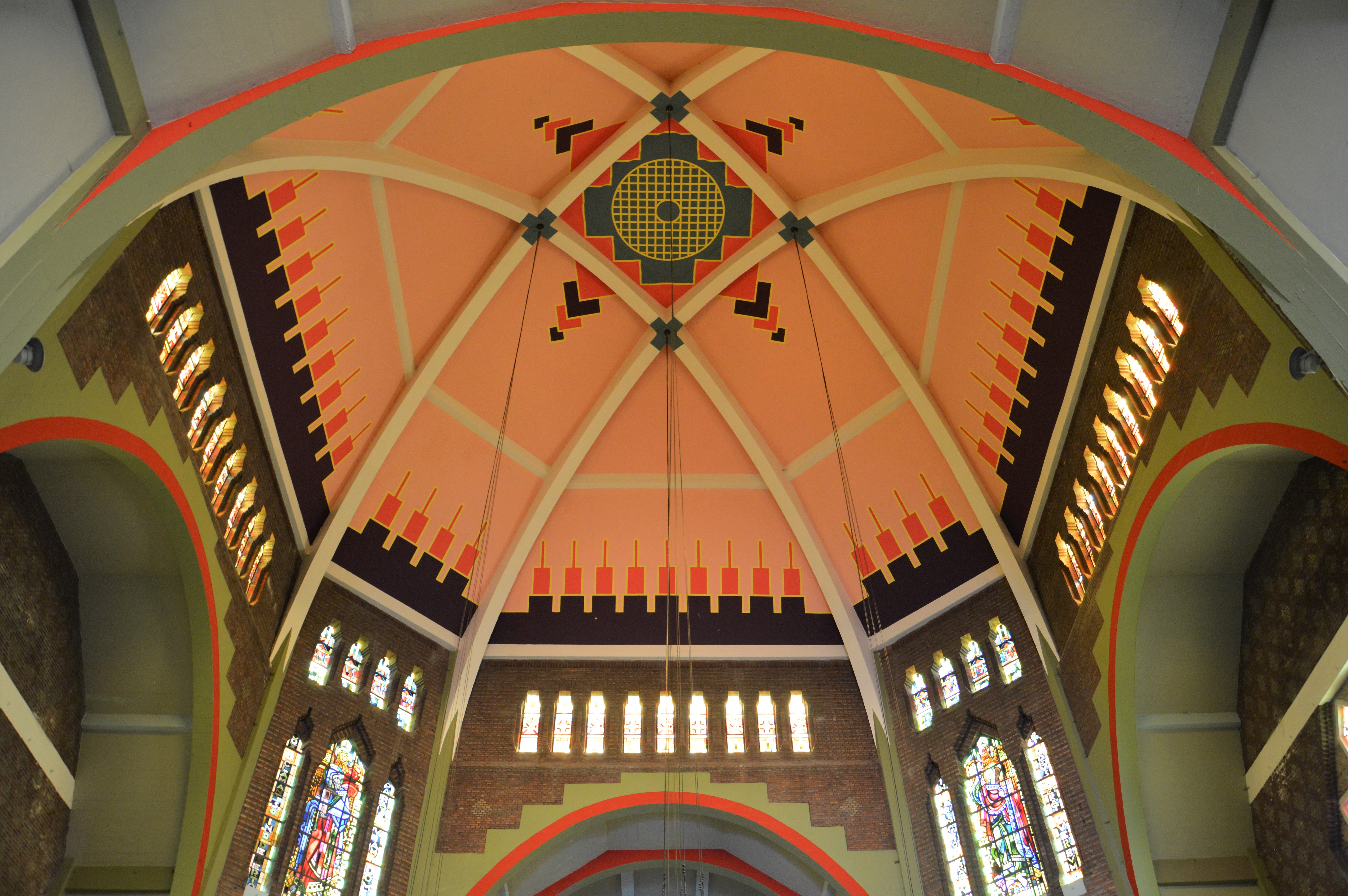
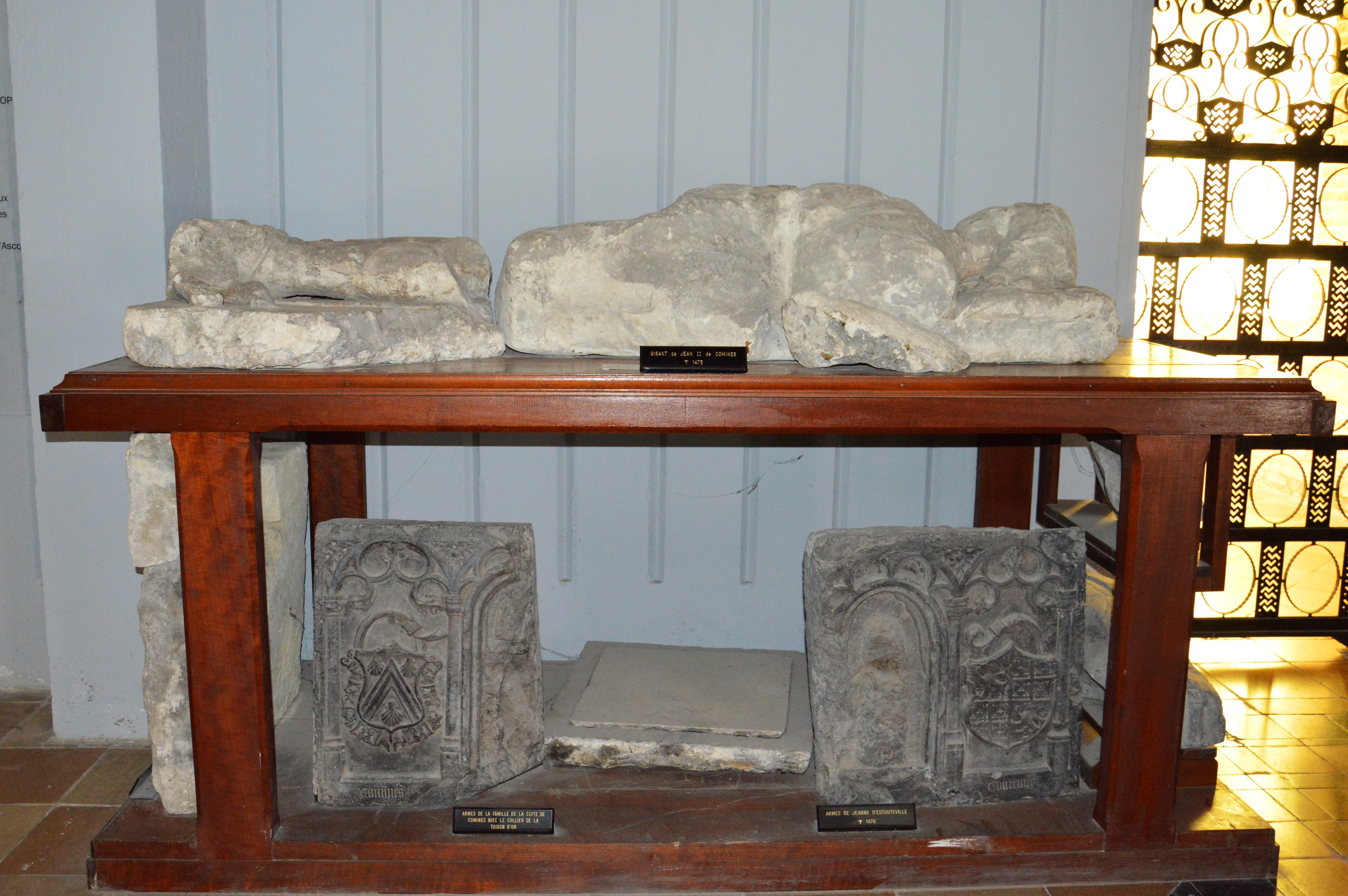
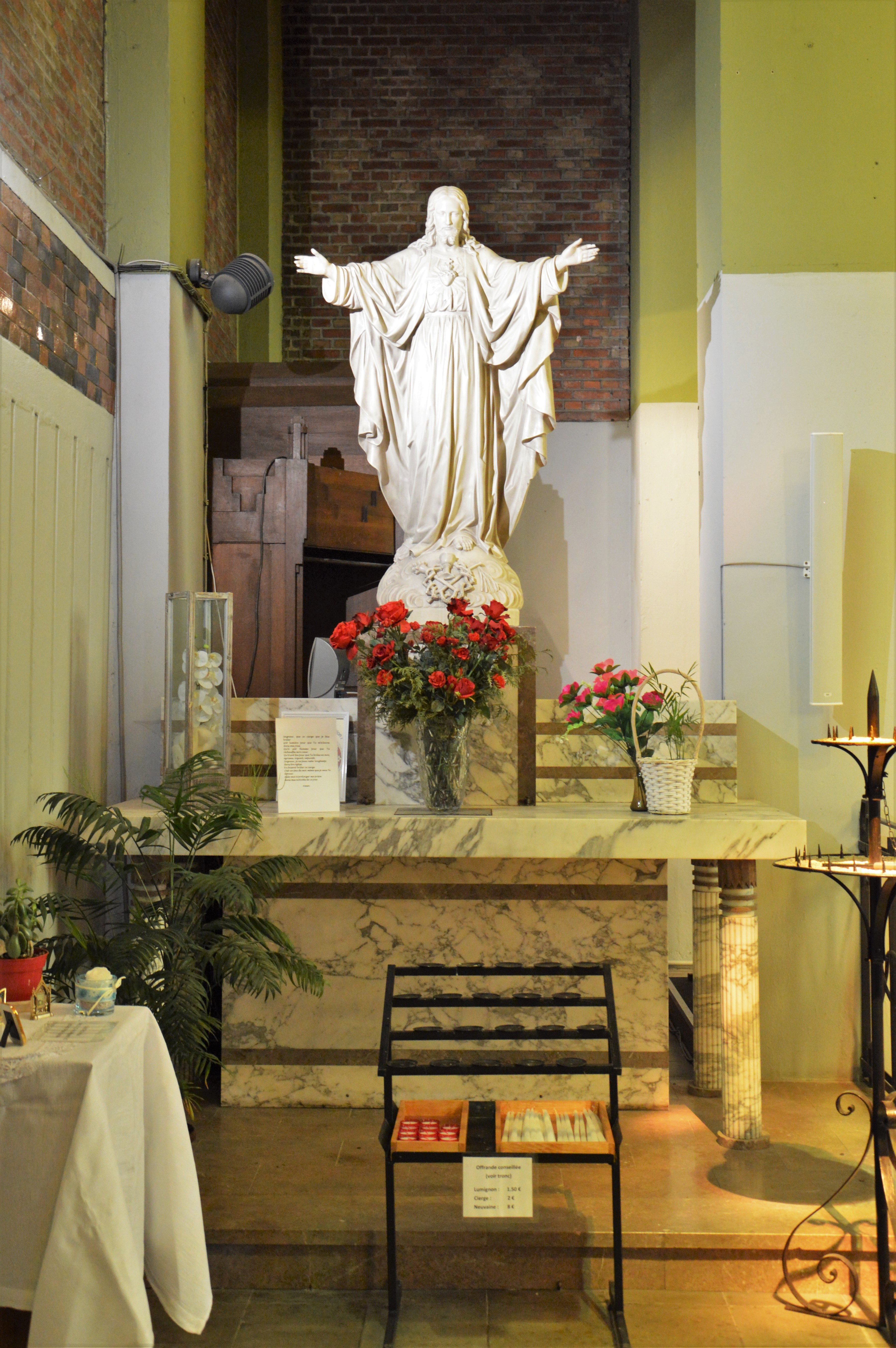
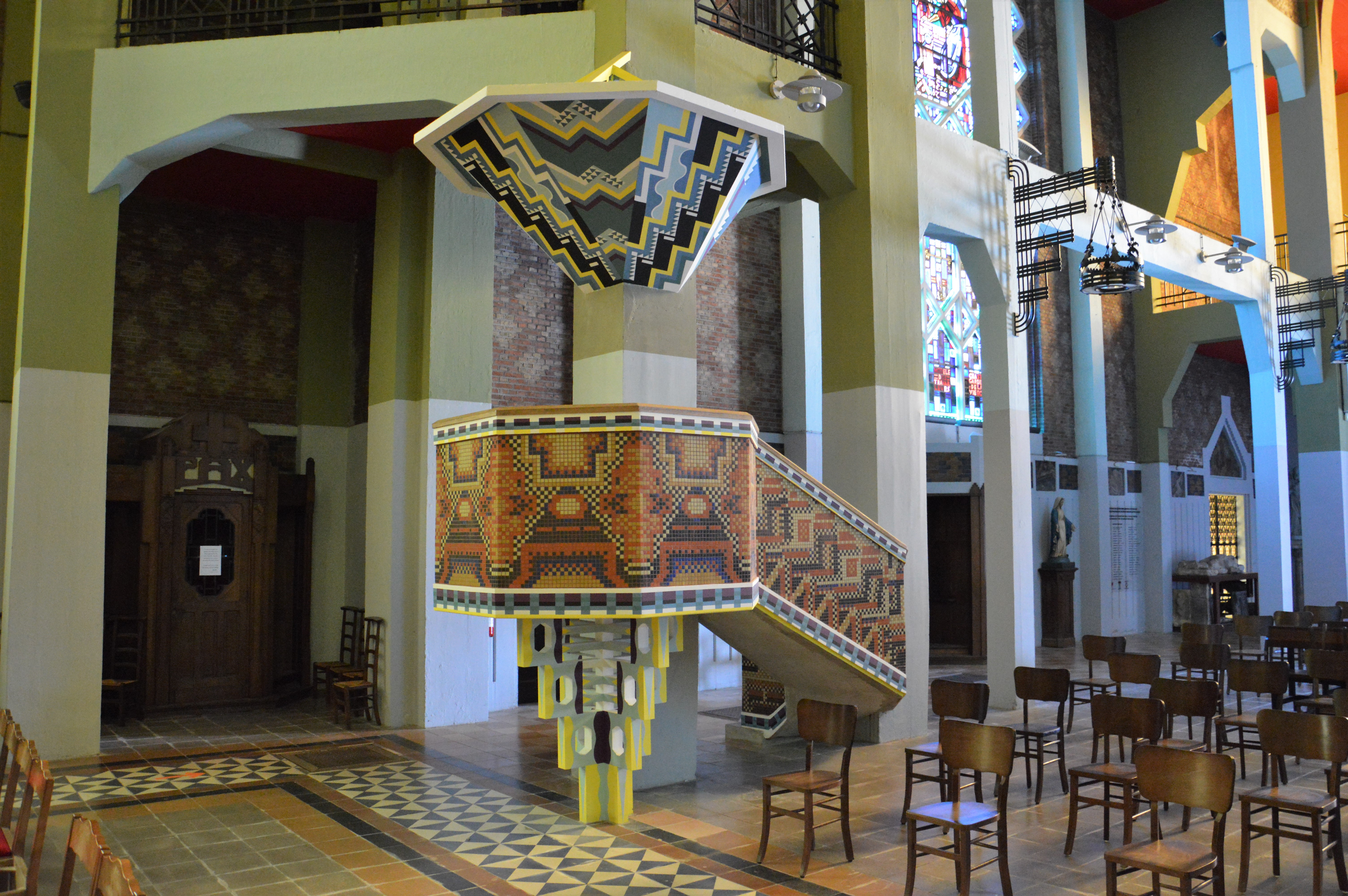
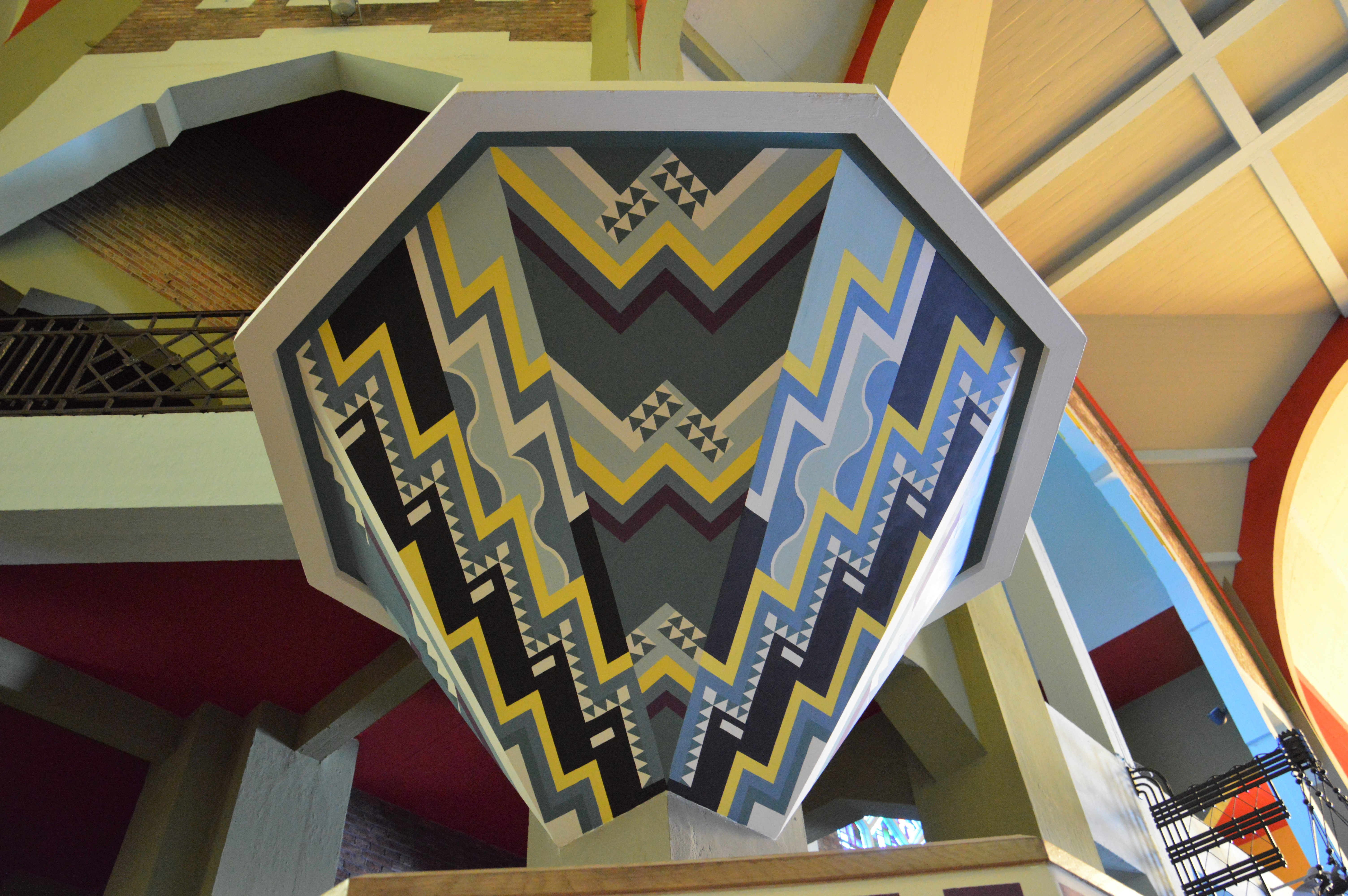
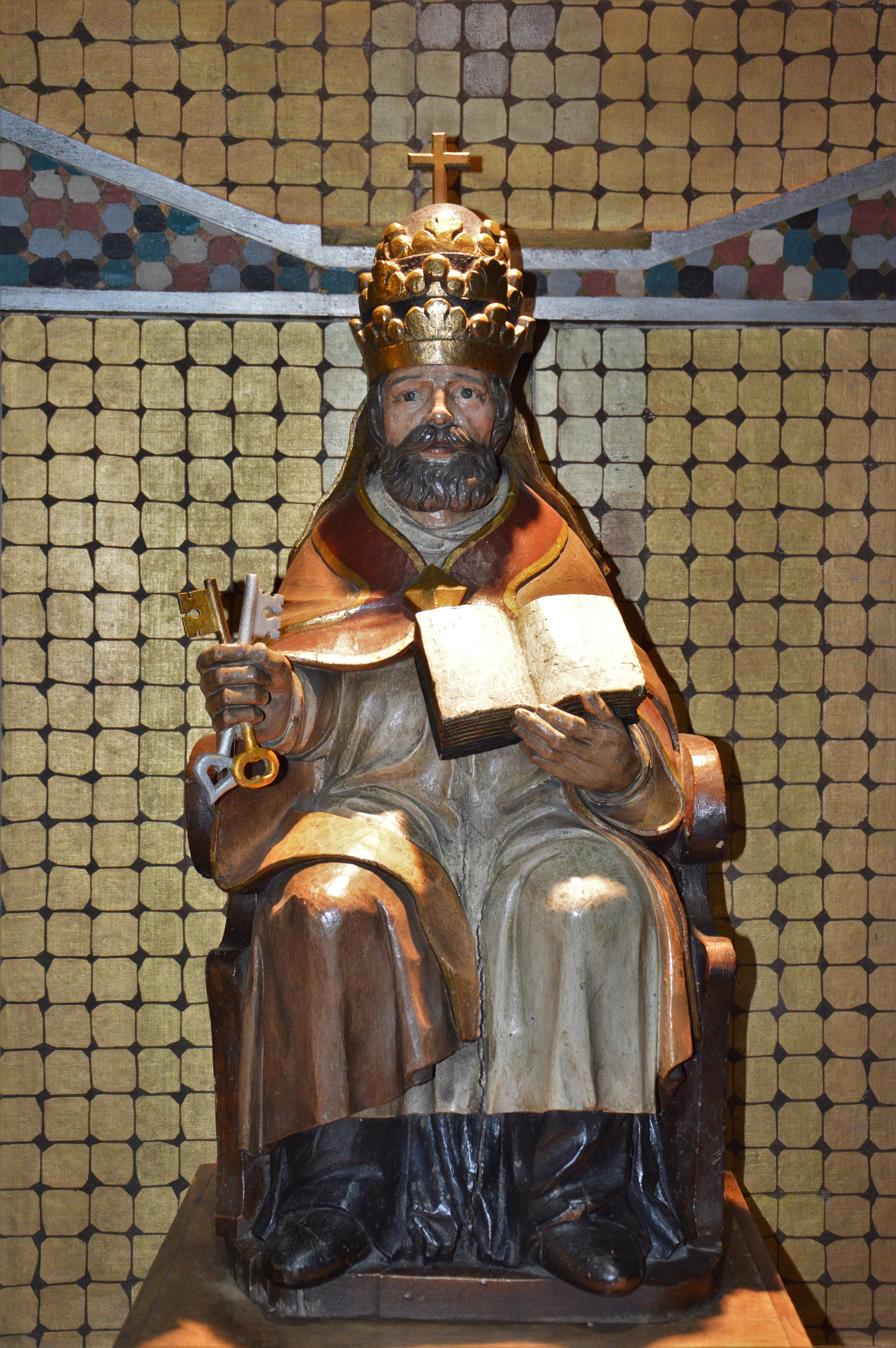
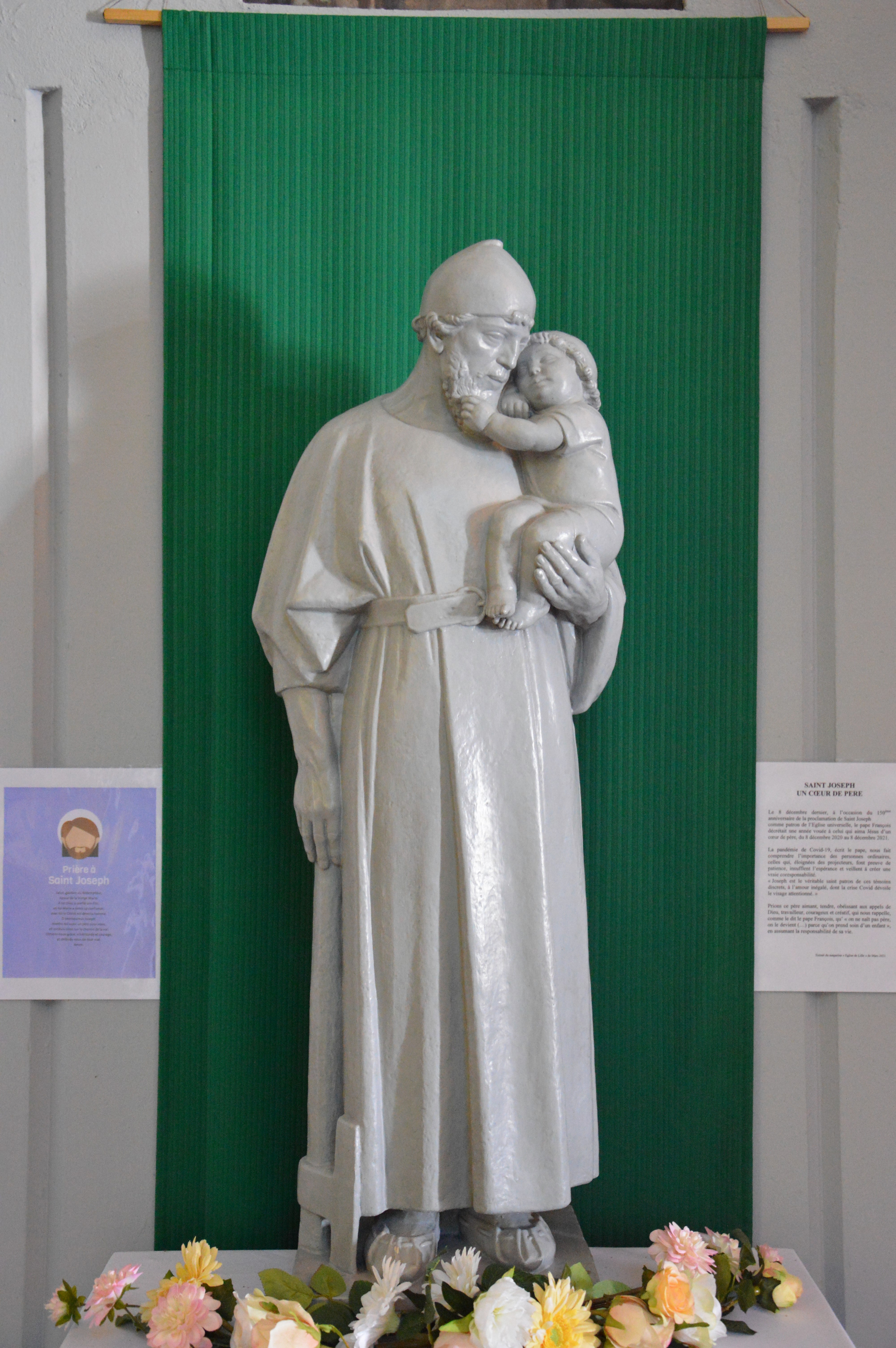
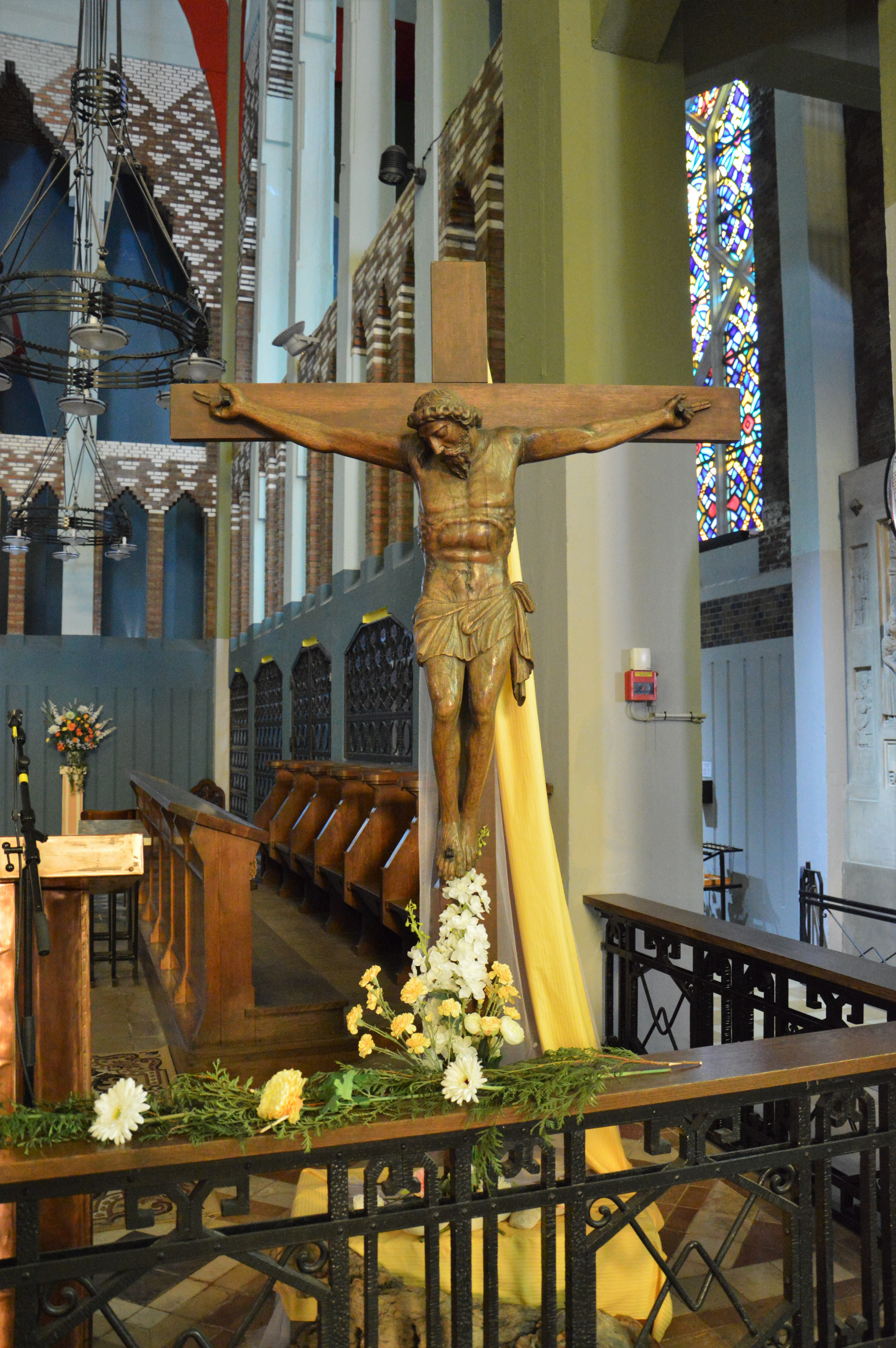